# (15788) 1993 SB
(15788) 1993 SB ist ein Transneptunisches Objekt der Plutino-Klasse. Abgesehen von Pluto war es eines der ersten entdeckten Objekte dieser Art, (385185) 1993 RO und 1993 RP wurden nur zwei bzw. einen Tag zuvor entdeckt. Es war das erste dieser Objekte, dessen Orbit gut genug berechnet wurde, dass dies die Zuordnung einer Nummer rechtfertigte. Die Entdeckung erfolgte 1993 am spanischen La-Palma-Observatorium mit einem Isaac-Newton-Teleskop.
Über 1993 SB ist sehr wenig bekannt. Selbst die Schätzung des Durchmessers von 130 km beruht auf der Annahme einer Albedo von 0,09.